# Marine Debauve
Marine Debauve (* 3. September 1988 in Dijon) ist eine französische Turnerin.

## Werdegang
Debauve begann mit acht Jahren mit dem Gerätturnen. 1999 mit elf Jahren turnte sie ihren ersten internationalen Wettkampf und wurde Französische Nachwuchsmeisterin. 2003 wurde sie französische Mehrkampfmeisterin; im selben Jahr nahm sie an ihrer ersten Weltmeisterschaft teil.
2004 war sie Mitglied der französischen Nationalmannschaft bei den Olympischen Spielen in Athen, die den sechsten Rang belegte. Marine Debauve selbst wurde siebte im Einzelmehrkampf und erreichte damit die beste Platzierung, die je eine Französin in dieser Disziplin belegte. 2005 wurde sie als erste Französin Europameisterin im Mehrkampf. Im selben Jahr beendete sie wegen Rückenproblemen ihre aktive Leistungssportkarriere.
Im Dezember 2007 kündigte Debauve ihre Absicht an, auf die internationale Bühne bei den Olympischen Spielen 2008 zurückzukehren. Die Rückkehr in die französische Nationalmannschaft nach drei Jahren erreichte sie, nachdem sie bei den französischen Meisterschaften 2008 5. im Mehrkampf und 2. am Schwebebalken wurde. Damit gehört sie nach 2004 wieder zur französischen Auswahl für die Olympischen Spiele.